# Convento do Carmo de Salvador
O Convento do Carmo de Salvador foi um convento carmelita soteropolitano, localizado na Ladeira do Carmo, Pelourinho. É um dos maiores e mais antigos da Ordem do Carmo no Brasil. Começou a ser erguido em 1586, pela Ordem Primeira dos Freis Carmelitas. Serviu de abrigo para os baianos que na guerra contra os holandeses, que almejavam dominar a Bahia, e o Brasil por consequência, e lá encontraram refúgio e segurança nas paredes que são verdadeiras fortalezas.
Ao lado da Igreja do Carmo, que fica anexa ao grandioso convento, se encontra a Igreja da Ordem Terceira do Carmo, que se constitui uma outra obra-prima de beleza incomparável. A Igreja do Carmo também apresenta uma das mais belas sacristias do mundo, hoje reclusa (fechada ao público). No entanto, foi construída uma pequena sacristia para ser usada pelo Reitor daquela igreja em seus atos litúrgicos.
Desde a década de 1970, o Convento vem tendo uma atribuição hoteleira por falta de frades suficientes. Por conta da localização no Centro Histórico de Salvador, a Pousada do Convento do Carmo é uma repetição do que acontece na Europa, onde hotéis são instalados em prédios históricos, e é o primeiro hotel histórico de luxo do país.